# Lemberg (Affalterbach)
Der Lemberg ist ein 363,9 m ü. NHN hoher Berg bei Affalterbach im Landkreis Ludwigsburg.

## Geographie
Der Lemberg steht im Naturraum Neckarbecken westlich vor der Backnanger Bucht am Übergang ins Neckartal, zwischen der Keuperberglandsbacke des Korber Kopfs weiter im Süden in den Berglen des Naturraumes Schurwald und Welzheimer Wald und der des Bützbergs weiter im Norden am Südwestrand der Löwensteiner Berge in den Schwäbisch-Fränkischen Waldbergen.
Er ist ein durch Reliefumkehr entstandener Zeugenberg, dessen Kuppe –– ebenso wie beim Hohenasperg auf der anderen Neckarseite – vom Schilfsandstein (Stuttgart-Formation) gebildet wird, der nach einer älteren topographischen Karte früher auch abgebaut wurde. Seine Hänge fallen im Gipskeuper ab auf die über dem landschaftsprägenden Muschelkalk liegenden dünnen Schichten aus Lettenkeuper (Erfurt-Formation) und quartärem Lösssediment der umgebenden Ebene. Entlang dem Nordostfuß sowie entlang dem Südostfuß wird eine Verwerfung vermutet, die in Affalterbach zusammenlaufen und deren Tiefscholle beidesmal zum Lemberg hin liegt, entlang dem Südwestfuß eine dritte Störung, hinsichtlich derer der Lemberg nun auf der Hochscholle liegt. Wo diese mit der zweitgenannten am Südfuß zusammentrifft, sind beide Störungen nachgewiesen.
Der alleinstehende Lemberg beherrscht die Landschaft zwischen den steil eingeschnittenen Tälern des Neckars im Westen, der Murr im Norden, des Buchenbachs im Osten sowie des Zipfelbachs und – weiter entfernt – der Rems im Süden. Von vielen Stellen im Umland aus sichtbar, ist er eine Landmarke.
Der Lemberg erhebt sich unmittelbar westlich des Ortes Affalterbach; seine Kuppe ist nur einen Kilometer von der Ortsmitte entfernt. 3,5 km westlich vom Berg liegt der Ludwigsburger Ortsteil Poppenweiler. Die Markungsgrenze verläuft über das Gipfelplateau, das seinen höchsten Punkt auf Poppenweiler Markung hat. In Norden reicht auch das Gemeindegebiet von Erdmannhausen bis nahe an den Berg heran.
Wie bei vielen Bergen der Umgebung sind die Kuppe und die nördlichen Hänge von Wald bedeckt, während auf den Südhängen Wein angebaut wird.

## Geschichte

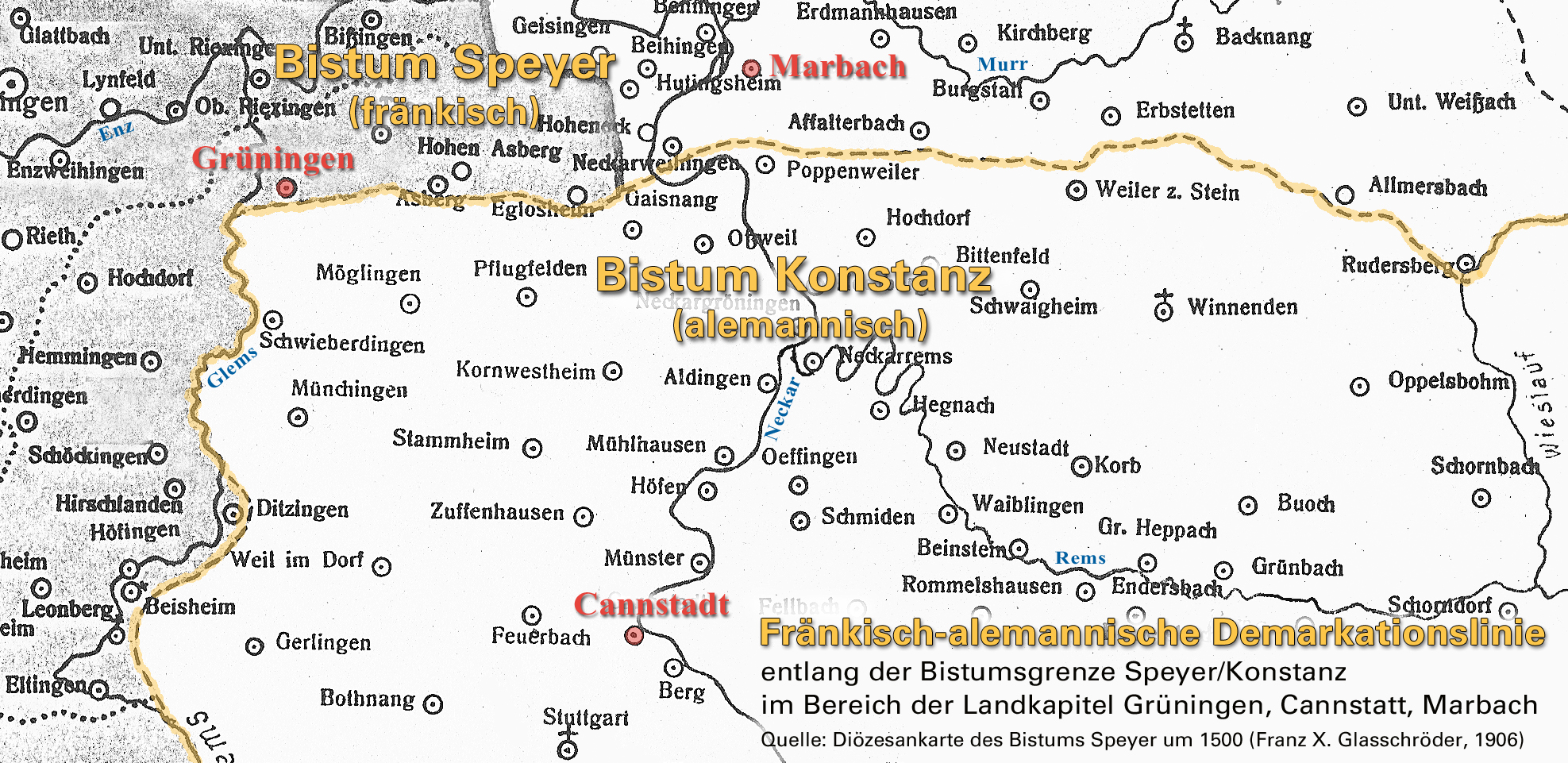
Bistumsgrenze Speyer–Konstanz (gelb) am südlichen Hangfuß des Lembergs

Allgemein ist man der Auffassung, dass der Lemberg vom 6. bis 8. Jahrhundert Teil einer Demarkationslinie zwischen Franken und Alemannen war, die auf fränkischer Seite strategisch nützliche Erhebungen wie den Engelberg, den Asperg, den Lemberg oder den Hagberg einbezogen hatte. In der Tat verlief diese Grenze zwischen dem fränkischen Bistum Speyer und dem alemannischen Bistum Konstanz noch bis zur Reformation im 16. Jahrhundert am südlichen Hangfuß des Lembergs und trennte die Gemeinden Affalterbach und Poppenweiler voneinander. Der Marbacher Stadtarchivar Albrecht Gühring hat den Grenzverlauf über den Lemberg jedoch in Frage gestellt, weil Benennungen wie Marbach (= Mark- bzw. Grenzbach) und Schweißbrücke (ehem. swabesprugge = Schwabenbrücke) bei Erdmannhausen einen weiter nördlich liegenden Grenzverlauf plausibel erscheinen ließen.

## Heutige Nutzung

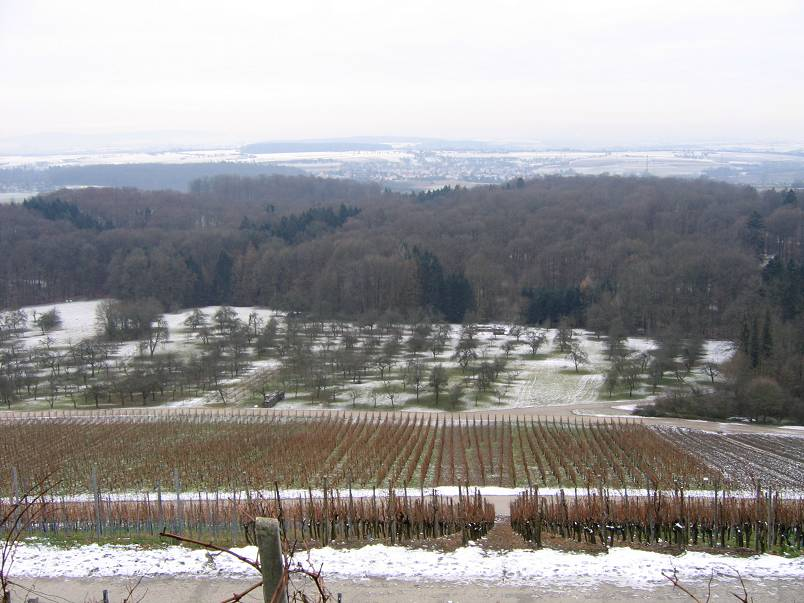
Winterlicher Blick vom Lemberg

Das Bild des Lembergs wird hauptsächlich durch Wald und Weinbau geprägt. Die Weinlagen befinden sich am Südhang, je zur Hälfte zu Poppenweiler und Affalterbach gehörend, und sind der Großlage „Schalkstein“ im Bereich Württembergisch Unterland zugeordnet. Die Waldgebiete Reuthau (im Norden), Ameisenhau (im Westen) und Sauhau (im Südwesten) bilden einen etwa einen Kilometer breiten Halbkreis um den Berg herum. Im Osten schmiegen sich die Neubaugebiete Affalterbachs bis auf ein paar hundert Meter an die Kuppe heran; mit der „Lemberghalle“ befindet sich hier auch die Festhalle der Gemeinde. Am Waldrand, oberhalb der Weinberge, befindet sich die Berggaststätte „Sieben Eichen“.
Im Ameisenhau befindet sich die 15 ha große Deponie Lemberg, die 1960 von der damaligen Gemeinde Poppenweiler im Wald angelegt und bis 1989 betrieben wurde. Anfangs wurden dort Gießereisande, Bauschutt und Sperrmüll abgelagert, später diente sie als zentrale Deponie für die Osthälfte des Landkreises Ludwigsburg. Seit 1993 laufen Bemühungen zur Rekultivierung der Fläche, die Anfang 2006 wieder bepflanzt wurde. Im August 2007 gab das Land Baden-Württemberg einen Zuschuss für ein Modellprojekt frei, mit dem ein neuartiges Verfahren zur verbesserten Entgasung der Deponie erprobt werden soll.

## Landschaftsschutzgebiet

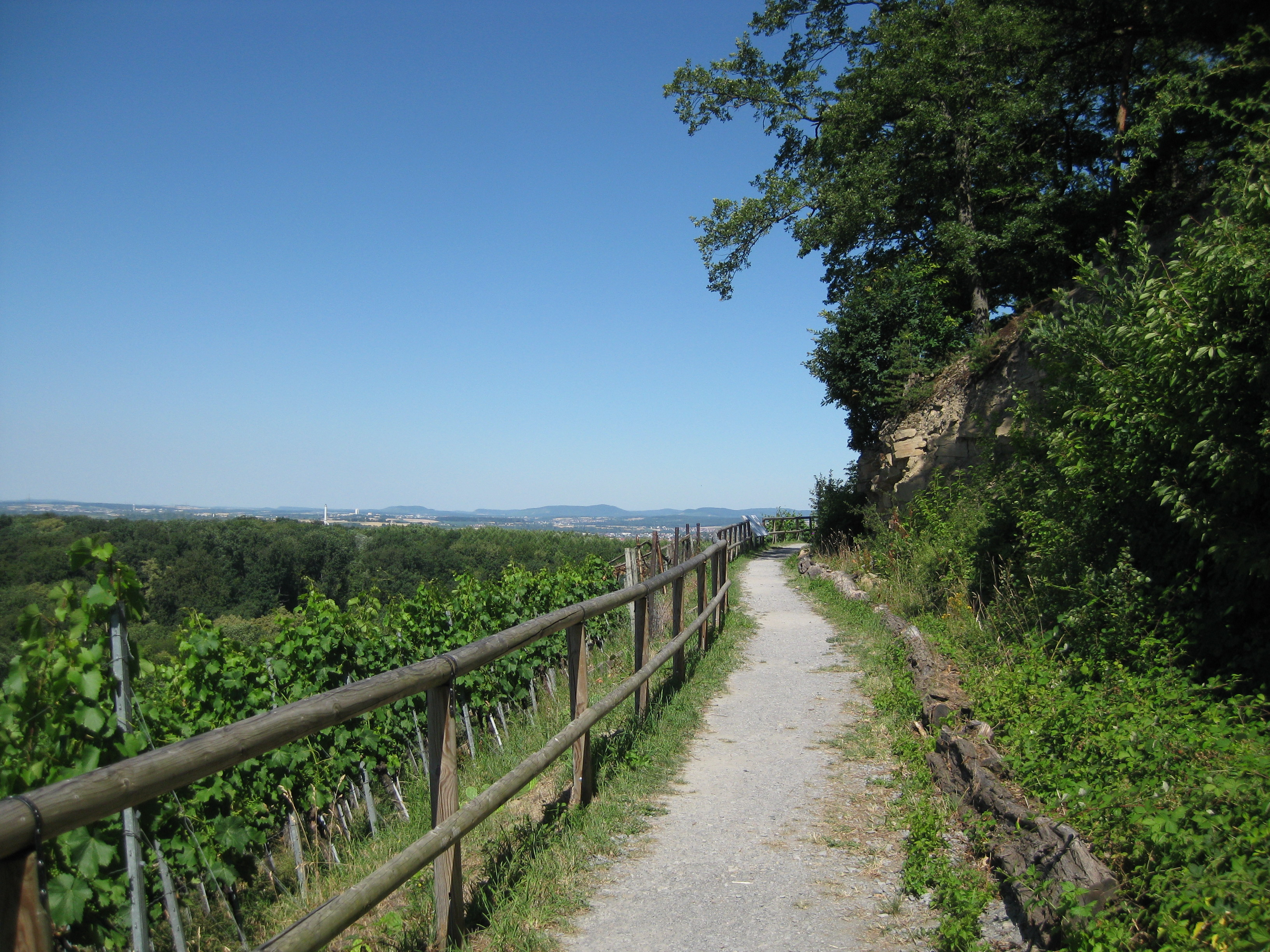
Fußweg am Lemberg

Das Gebiet rund um den Lemberg wurde erstmals am 27. März 1968 durch das damalige Regierungspräsidium Nordwürttemberg als Landschaftsschutzgebiet ausgewiesen. Das Landratsamt Ludwigsburg hat durch Verordnung vom 8. Mai 1995 das Landschaftsschutzgebiet Lemberg und Umgebung in seiner heutigen Form gebildet. Das Gebiet mit der Schutzgebietsnummer 1.18.024 umfasst insgesamt 385 Hektar. Schutzzweck ist die Erhaltung und Sicherung des ursprünglichen Charakters der vielgestaltigen Kulturlandschaft in ihrer Funktion für den Naturhaushalt als Lebensraum der heimischen Tier- und Pflanzenwelt sowie als größerer, zusammenhängender Erholungsraum mit überwiegendem Waldanteil.
Am Südwesthang oberhalb der Weinberge ist ein geologischer Aufschluss als flächenhaftes Naturdenkmal ausgewiesen.